# Юніс Абдельхамід
Юніс Абдельхамід (араб. يونس عبد الحميد, фр. Yunis Abdelhamid; нар. 28 вересня 1987, Монпельє) — французький і марокканський футболіст, захисник клубу «Реймс» і національної збірної Марокко.

## Клубна кар'єра
Народився 28 вересня 1987 року в місті Монпельє. Вихованець футбольної школи «Латтуаз».
У дорослому футболі дебютував 2011 року виступами за команду «Арль-Авіньйон», в якій провів три сезони, взявши участь у 87 матчах чемпіонату.  Більшість часу, проведеного у складі «Арль-Авіньйона», був основним гравцем захисту команди.
Своєю грою за цю команду привернув увагу представників тренерського штабу клубу «Валансьєнн», до складу якого приєднався 2014 року. Відіграв за команду з Валансьєнна наступні два сезони своєї ігрової кар'єри. Граючи у складі «Валансьєнна» також здебільшого виходив на поле в основному складі команди.
Протягом 2016—2017 років захищав кольори клубу «Діжон», після чого перейшов до «Реймса».

## Виступи за збірну
2016 року дебютував в офіційних матчах у складі національної збірної Марокко.
У складі збірної був учасником Кубка африканських націй 2019 року в Єгипті, на якому лишався гравцем резерву і на поле не виходив.
| Дата       | Місто    | Господарі | Результат | Гості               | Турнір                                  | Голи | Примітки  |
| ---------- | -------- | --------- | --------- | ------------------- | --------------------------------------- | ---- | --------- |
| 4-9-2016   | Рабат    | Марокко   | 2 – 0     | Сан-Томе і Принсіпі | Відбір до Кубка африканських націй 2017 | -    |           |
| 11-10-2016 | Марракеш | Марокко   | 4 – 0     | Канада              | товариський матч                        | -    | 85'       |
| 22-3-2019  | Блантайр | Малаві    | 0 – 0     | Марокко             | Відбір до Кубка африканських націй 2019 | -    |           |
| 26-3-2019  | Танжер   | Марокко   | 0 – 1     | Аргентина           | товариський матч                        | -    | 61'       |
| 12-6-2019  | Марракеш | Марокко   | 0 – 1     | Гамбія              | товариський матч                        | -    | 46' 90+5' |
| 16-6-2019  | Марракеш | Марокко   | 2 – 3     | Замбія              | товариський матч                        | -    | 60'       |
| 6-9-2019   | Марракеш | Марокко   | 1 – 1     | Буркіна-Фасо        | товариський матч                        | -    |           |
| 11-10-2019 | Уджда    | Марокко   | 1 – 1     | Лівія               | товариський матч                        | -    |           |
| 15-11-2019 | Рабат    | Марокко   | 0 – 0     | Мавританія          | Відбір до Кубка африканських націй 2021 | -    | 69'       |
| 9-10-2020  | Рабат    | Марокко   | 3 – 1     | Сенегал             | товариський матч                        | -    | 55'       |
| 13-10-2020 | Рабат    | Марокко   | 1 – 1     | ДР Конго            | товариський матч                        | -    |           |
| Усього     |          | Матчів    | 11        |                     | Голів                                   | 0    |           |